# Сенефський замок

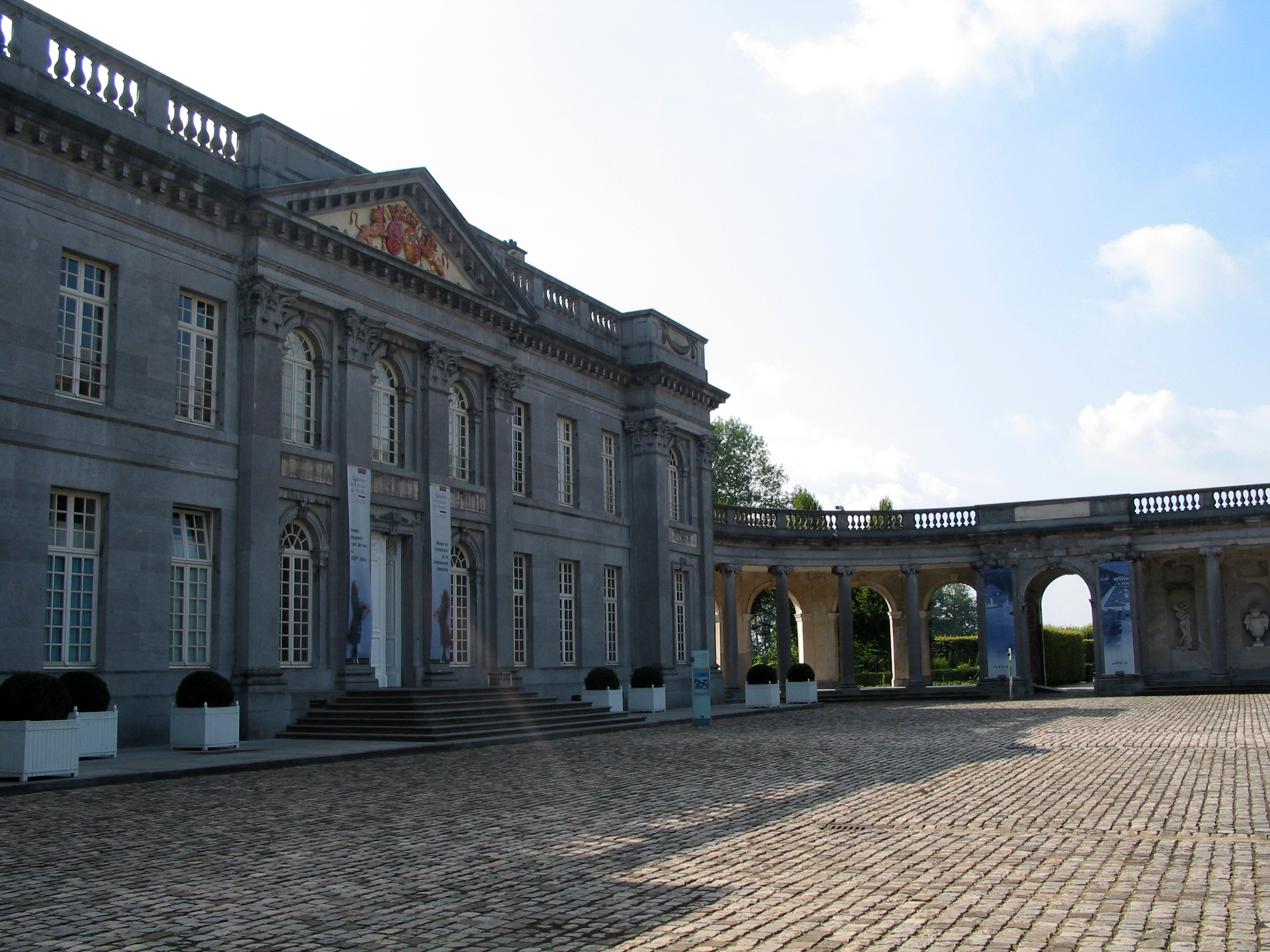
Сенефський замок

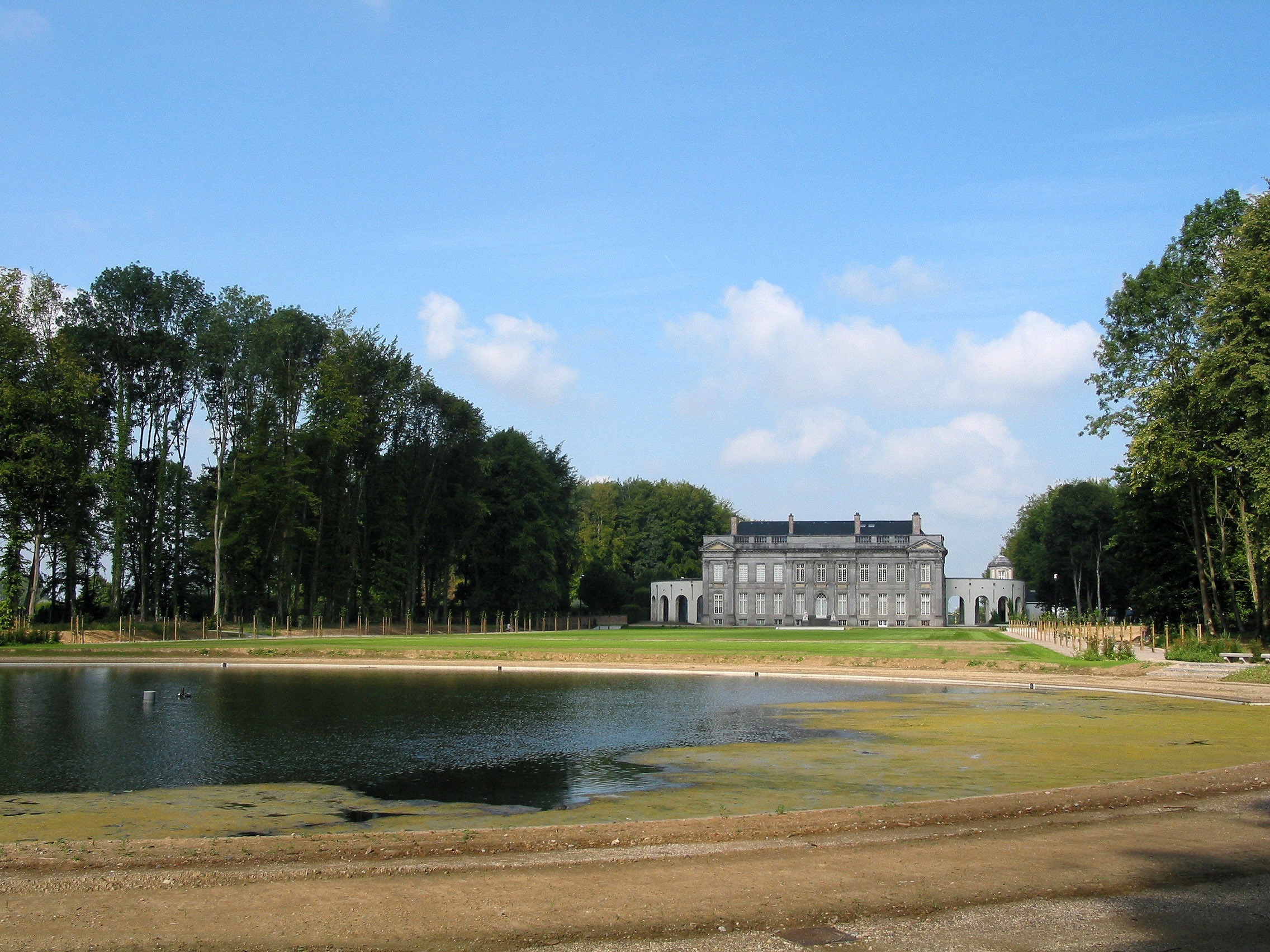
Замок з парком

Сенефський замок (фр. Château de Seneffe) — палац, розташований в бельгійському місті Сенеф, на території провінції Ено, в приміщенні якого розташований Музей ювелірного мистецтва Валлонії (фр. Centre de l'orfèvrerie de la communauté française).

## Історія
Сенефський замок був спроєктований в 1758 році для великого валлонського торговця Жозефа Депестра, інтенданта розташованих на території нинішньої Бельгії австрійських військ (тоді — Австрійські Нідерланди), який отримав аристократичні титули синьйора Сенефа і графа Турне. Споруджений у період з 1763 по 1768 рік у неокласичному стилі, за зразком палаців середини XVIII століття у Франції. Замок спорудив архітектор Лоран-Бенуа Девез. Після смерті Ж. Депестра в 1774 році декоративними роботами в палаці та розбивкою парку займалася його вдова і старший син Жозеф II Депестр.
Після Французької революції та окупації Австрійських Нідерландів французькими військами палац було конфісковано (1799).
У 1837 повернений родині Депестр (синові Жозефа II, Оноре).
У 1888 його придбав у Оноре барон Жоффіне. Останнім його приватним власником був бельгійський банкір єврейського походження Франц Філіпсон, що купив палац у 1909. Перед початком Другої світової війни сім'я Філіпсон виїхала до США, а під час окупації Бельгії німецькими військами замок був конфіскований та використовувався як резиденція німецького військового коменданта в Бельгії генерала Олександра фон Фалькенхаузена. Після звільнення Бельгії використовувався американськими військами.
У 1952 викуплений у Філіпсона; тут було відкрито «Колеж Сакре-Кер» (1952—1963). Потім палац протягом 7 років не використовувався, після чого перейшов у власність бельгійської держави (1970).
У 1978-1995 проведена всеосяжна реставрація приміщень, оновлення інтер'єрів і парковий дизайн.

## Архітектура
Сенефський замок з парком є чудовим зразком аристократичної резиденції середини XVIII століття. Його було виконано за проєкт, схожим з тим, за яким створювався палац Малий Тріанон у Парижі. Водночас у побудові колонад, які звів архітектор Девез, що навчався в Італії, відчувається також вплив англійської неокласичного стилю, прийнятого в той час.
Палацовий комплекс складається з основної будівлі, оточеної з обох сторін галереями з колонадами (завдовжки 70 метрів) і монументальним павільйоном. Від міста Сенеф до палацу веде алея, висаджена деревами. У XIX столітті розбили палацовий парк в англійському стилі. 
У 2000 розпочаті роботи з відновлення первісного вигляду, який замок мав у XVIII столітті.
У розташованому в палаці музеї ювелірного мистецтва можна побачити велику колекцію старовинних срібних виробів, більша частина яких відноситься до XVIII століття.